# Ernst Jacobsson
För andra betydelser, se Ernst Jacobsson (olika betydelser).
Ernst Abraham Jacobsson, född 16 augusti 1839 i Stockholm, död där 6 december 1905, var en svensk arkitekt.

## Biografi
Jacobsson studerade vid Konstakademien 1854–1864, avlade studentexamen 1860, var arkitekt i Överintendentsämbetet 1862–1894 och intendent 1894–1904, var 1868–1878 lärare vid Konstakademien, av vilken han 1875 valdes till ledamot, blev slottsintendent vid Stockholms slott 1876 och ledamot i styrelsen för Tekniska skolan 1879 samt tillades professors namn 1883.
Bland Jacobssons arkitekturverk är att nämna flera Stockholmsbyggnader: Svea artilleriregementes kaserner (1873–1875), Centraltryckeriet (1874, i rohbau), Svenska teatern (1875) och Skandinaviska Kreditaktiebolagets hus vid Storkyrkobrinken 7 (1876), vars fasad – av tegel och terrakotta och med granitkolonner – klart uttrycker byggnadens ändamål och disposition. Jacobsson lämnade även ritningar till Karlstads rådhus, Söderhamns rådhus, bankhus i Gävle och Hudiksvall (rymmer numera Hälsinglands museum), lasarett i Falun, samt ledde restaureringen av Stockholms slott (1904–1905). Jacobsson ritade flera kyrkor i Sverige, bland andra Jokkmokks nya kyrka, Näsinge kyrka, Vinköls kyrka, Holmestads kyrka, Asks kyrka, Näskotts kyrka, Gladhammars kyrka, Malexanders kyrka, Borgholms kyrka, Skåne-Tranås kyrka, Lockarps kyrka, Hököpinge kyrka, Älvros nya kyrka, Nykyrka kyrka, Vretens kyrka och Ölmevalla kyrka. På Södra Djurgården i Stockholm ritade han 1874 den fornnordiskt inspirerade Villa Solhem för den norska konsthistorikern Lorentz Dietrichson.
Stor förtjänst inlade Jacobsson som organisatör av och inspektör över teckningsundervisningen vid skolorna. Som författare lämnade Jacobsson betydelsefulla studier över äldre svensk arkitektur och kultur (i "Slöjdföreningens meddelanden", i "Stockholm, Sveriges hufvudstad", 1897, och andra publikationer).
Ernst Jacobsson var son till grosshandlaren Levi Abraham Jacobsson och Sally Pohl. Han var bror till operasångerskan Agnes Jacobsson och hovfotografen Selma Jacobsson, samt via en annan syster svåger till John Smedberg. Han gifte sig 1870 med Selma Bertha Lamm (1846–1901), dotter till grosshandlaren Ludvig Lamm och Fanny Goldschmidt. De blev föräldrar till industrimannen Gunnar Jacobsson.
Som konstnär finns Ernst Jacobsson representerad vid bland annat Norrköpings konstmuseum.

## Bilder

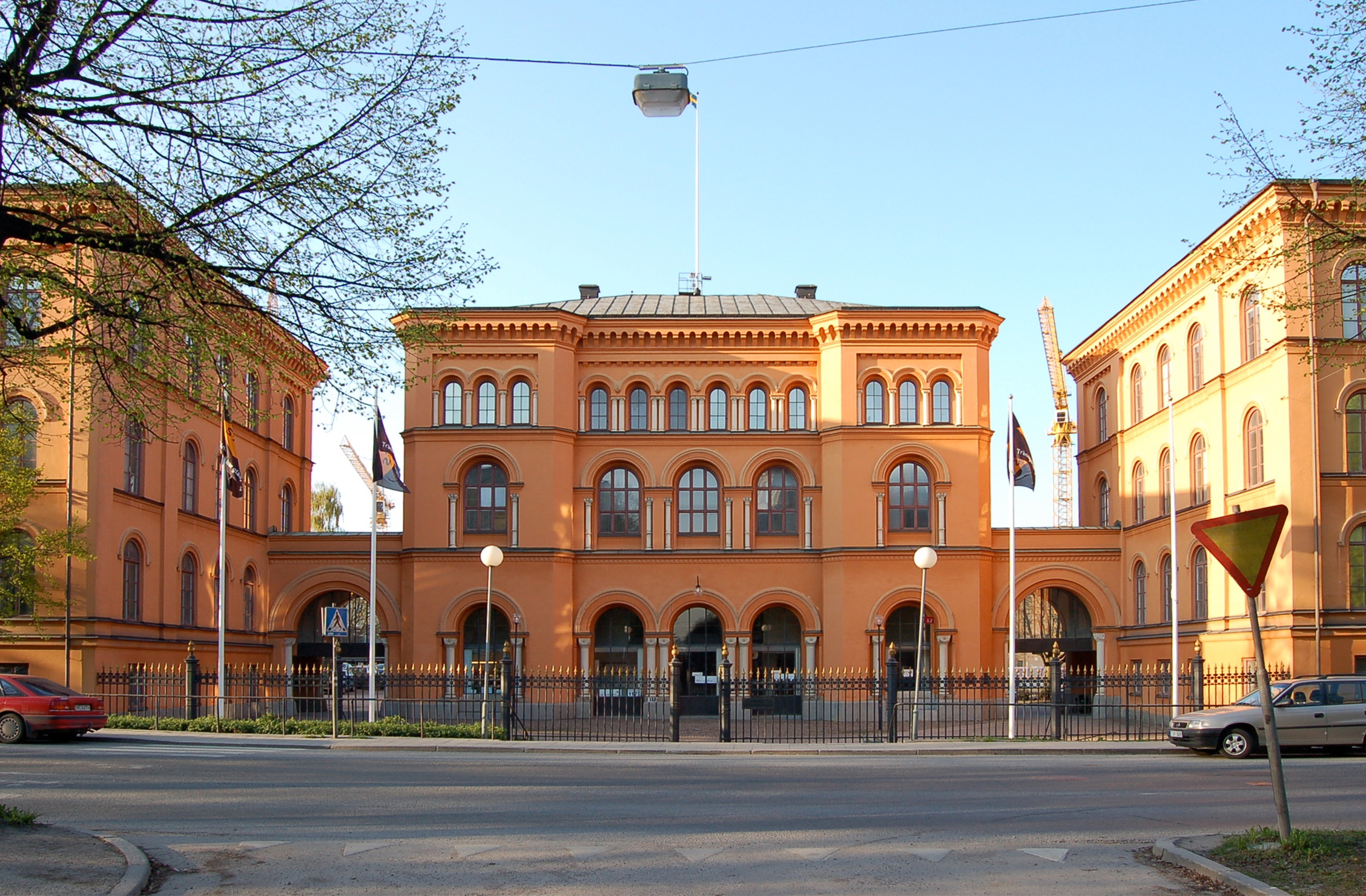
Svea artilleri, Stockholm
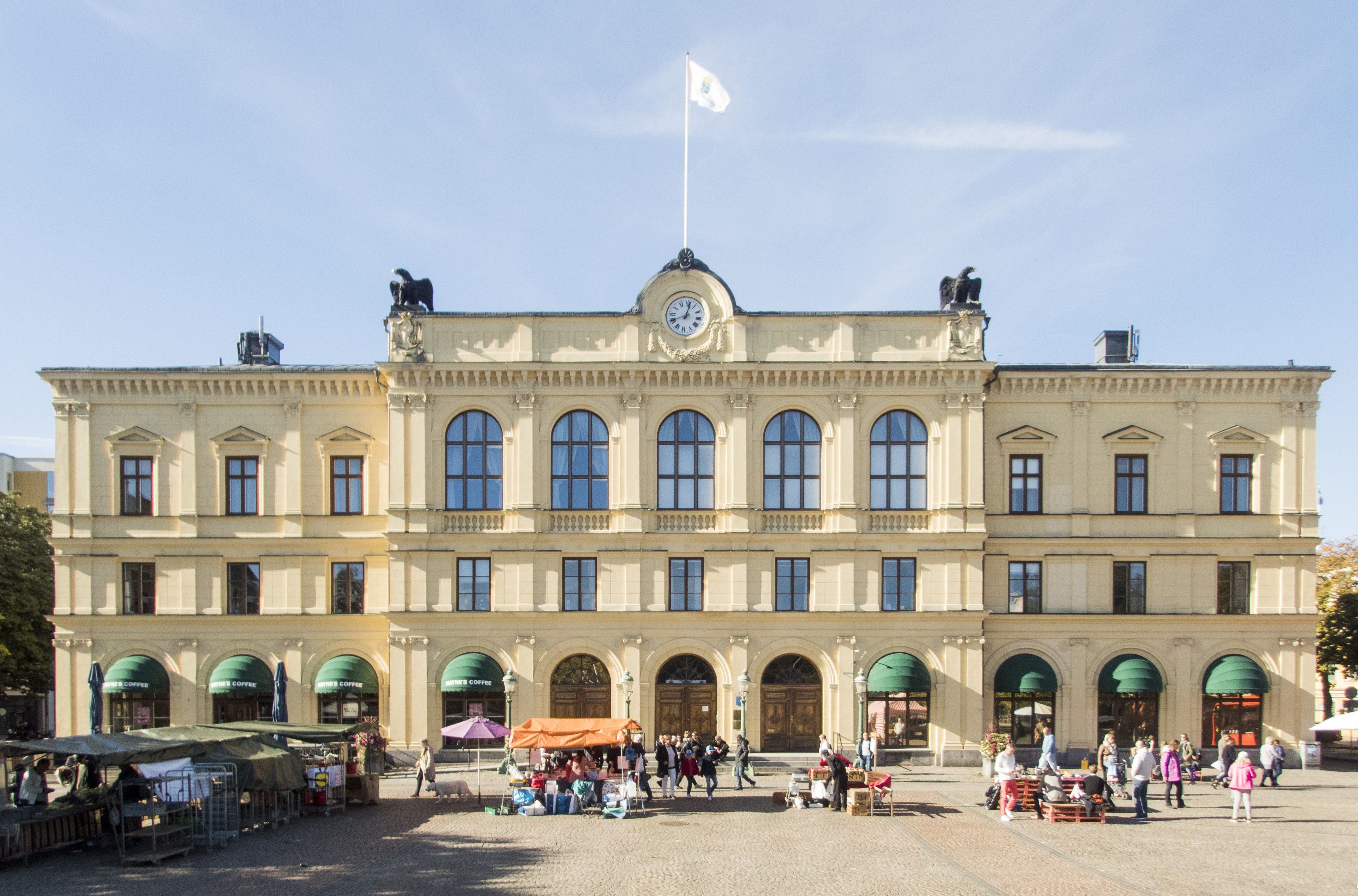
Karlstads rådhus
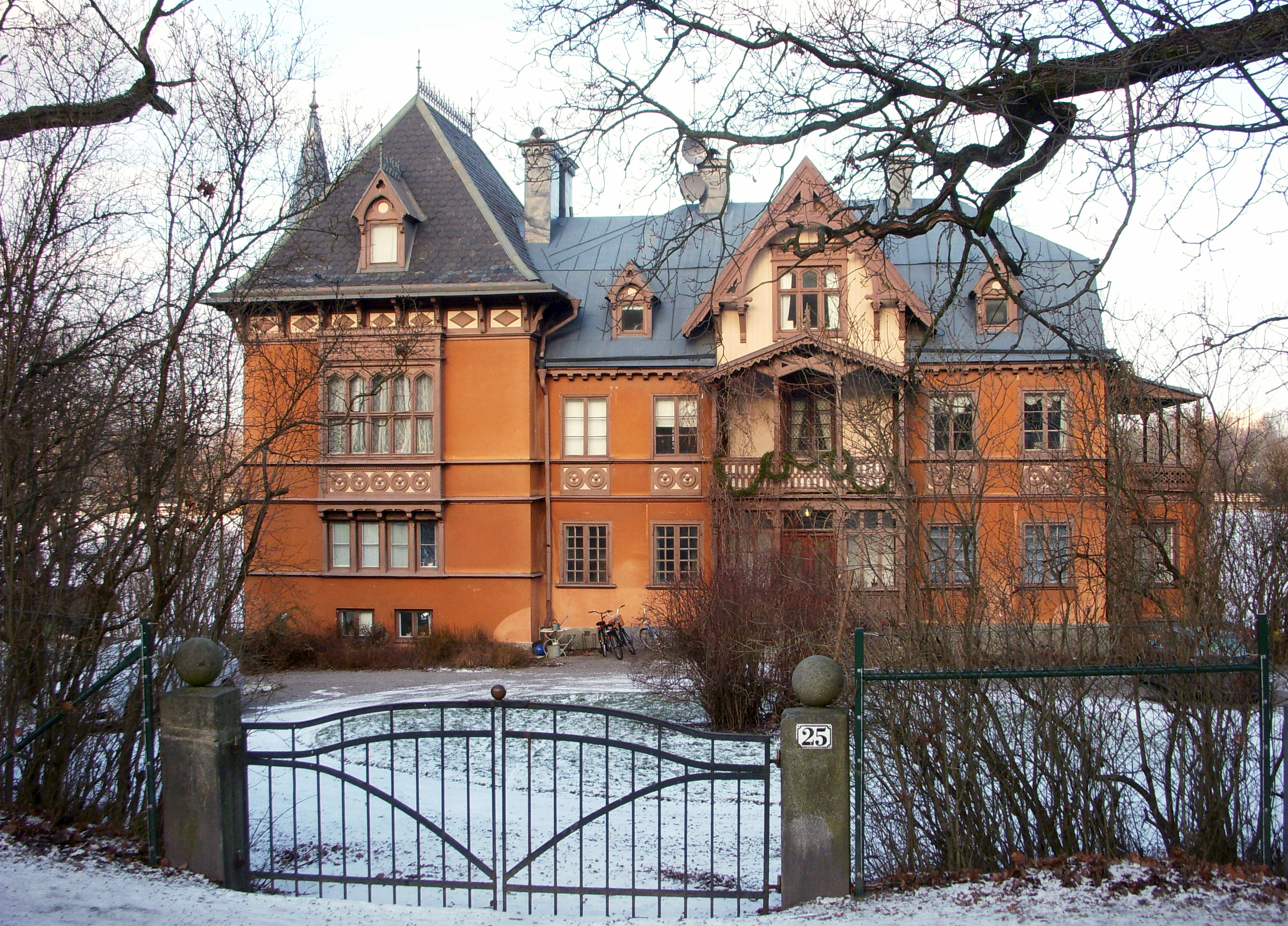
Sirishov, Djurgården, Stockholm, ombyggnad av villa för A O Wallenberg.
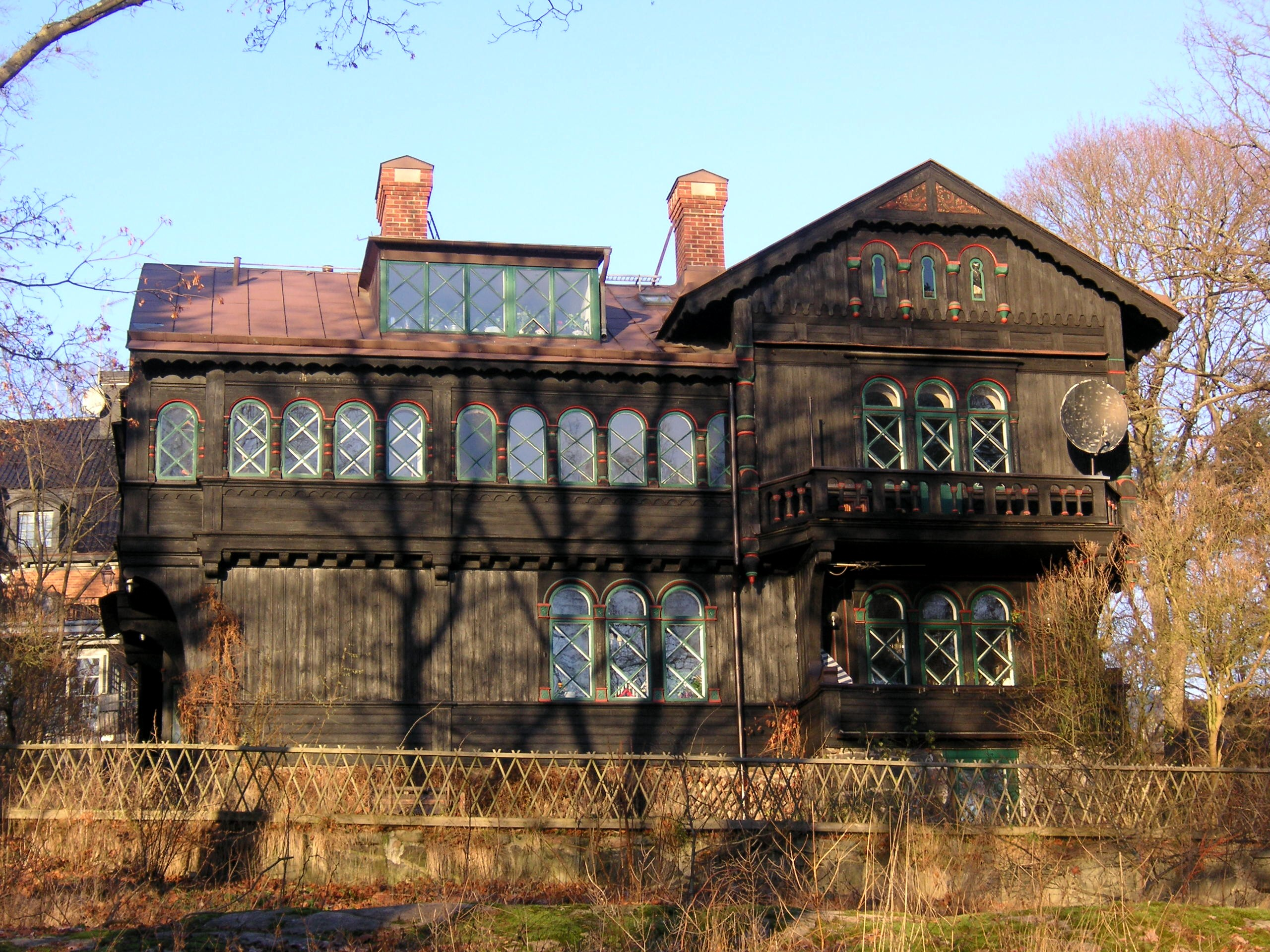
Villa Solhem, Djurgården, Stockholm, för Lorentz Dietrichson.
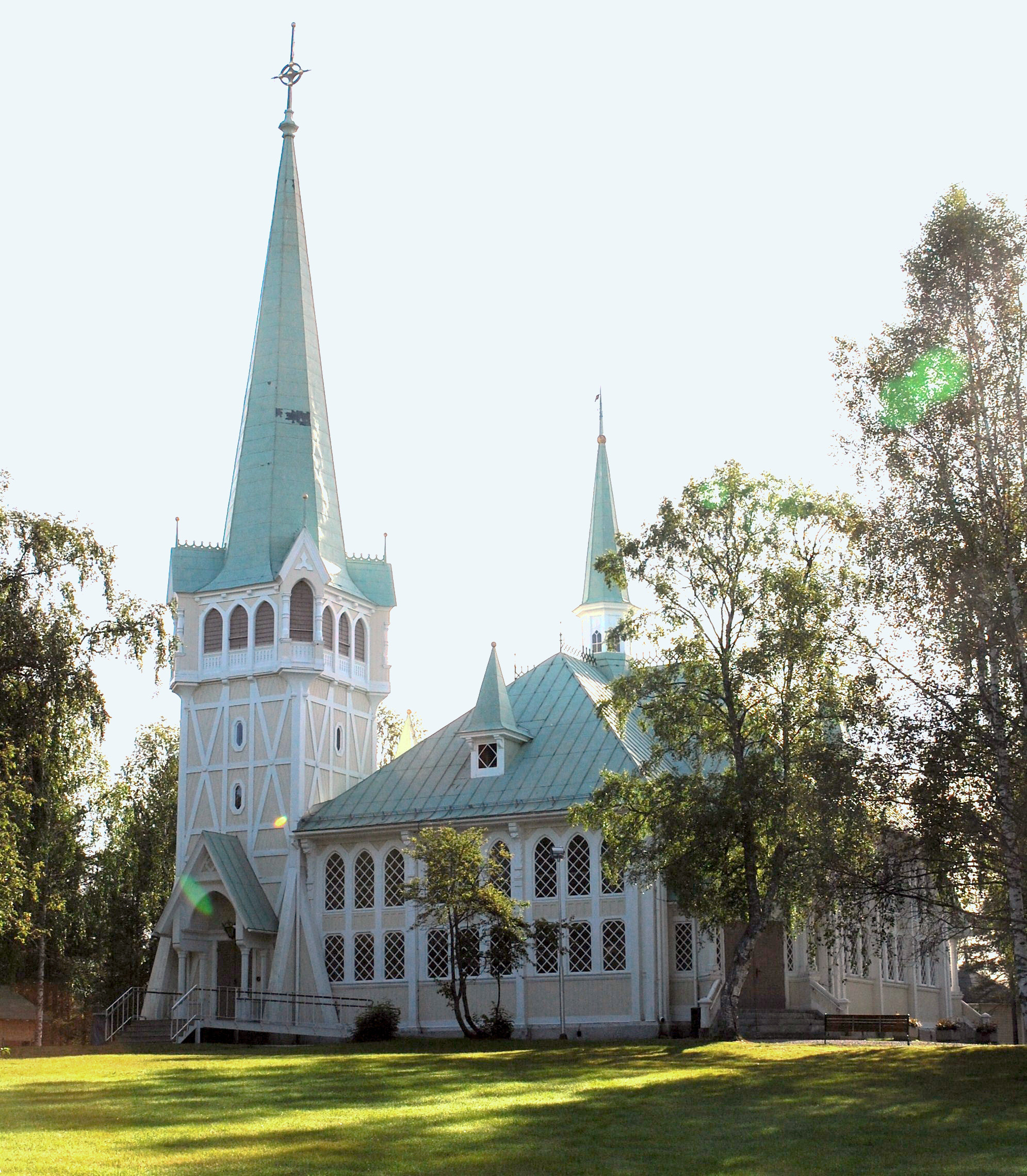
Jokkmokks nya kyrka